# 西永寺 (新潟市南区)
西永寺（さいえいじ）は新潟県新潟市南区にある寺院。宗派は浄土真宗本願寺派。現在の南区は中ノ口川をはさんで西側の旧月潟村・味方村と、東側の旧白根で編成されている。西永寺は旧白根地区、白根橋近くの土手から急な階段を降りたところ、あるいは川沿いに伸びる白根商店街（五六ノ町）の裏手に位置する。

## 歴史
寛永13年（1636年）、名主袖山半兵衛の求めに応じ、越後国中魚沼郡吉田郷上野村西永寺の教西が「西永寺隠居所」を設けたのが始まりである。正保2年（1645年）、本山であった長岡神田正覚寺が真宗大谷派から浄土真宗本願寺派に転派したのを機に、本願寺派となる。
明治6年（1873年）、白根小学校の前身である知新館の仮校舎となっている。